# Saumanasá
Según la mitología hindú, Saumanasá es el nombre de uno de los cuatro elefantes que sostienen el mundo. Este elefante está situado en el cuadrante oeste.
Según el texto épico Ramaiana (siglo III a. C.) los cuatro elefantes son:
- el elefante del este (que pertenece al dios Indra) se llama Viru Paksha;
- el elefante del oeste (que pertenece al dios Váruna) se llama Saumanasá;
- el elefante del sur (que pertenece al dios Iama) se llama Maha Padma, y
- el elefante del norte (que pertenece al dios Kúvera) se llama Hima Pandara.

Su nombre proviene del sánscrito su-manas (su: ‘mucho, muy’; manas: ‘mente, disposición mental’), que significa ‘agradable a los sentidos, consistente en flores, confort, alegría, disfrute’. 
Saumanasá también es el nombre del octavo mes civil del calendario hinduista.